# NGC 6017
NGC 6017 ist eine 13,2 mag helle spiralförmige Zwerggalaxie vom Hubble-Typ S im Sternbild Schlange an der Ekliptik. Sie ist schätzungsweise 83 Millionen Lichtjahre von der Milchstraße entfernt und hat einen Durchmesser von etwa 85.000 Lichtjahren.
Im selben Himmelsareal befindet sich u. a. die Galaxie NGC 6014.
Das Objekt wurde am 24. April 1830 von John Herschel entdeckt.